# Exposición Industrial Francesa de 1844
La Exposición Industrial Francesa de 1844 fue el décimo de una serie de once exposiciones industriales nacionales francesas celebradas para promover la mejora de la agricultura progresiva y la tecnología, que tuvo su origen en 1798. Tuvo lugar en una estructura temporal en los Campos Elíseos. Esta décima exposición de París generó inmediatamente imitadores, incluyendo la Gran Exposición de Londres de 1851, que estaba abierto a expositores internacionales de todo el mundo y eclipsó a la exitosa exposición francesa.

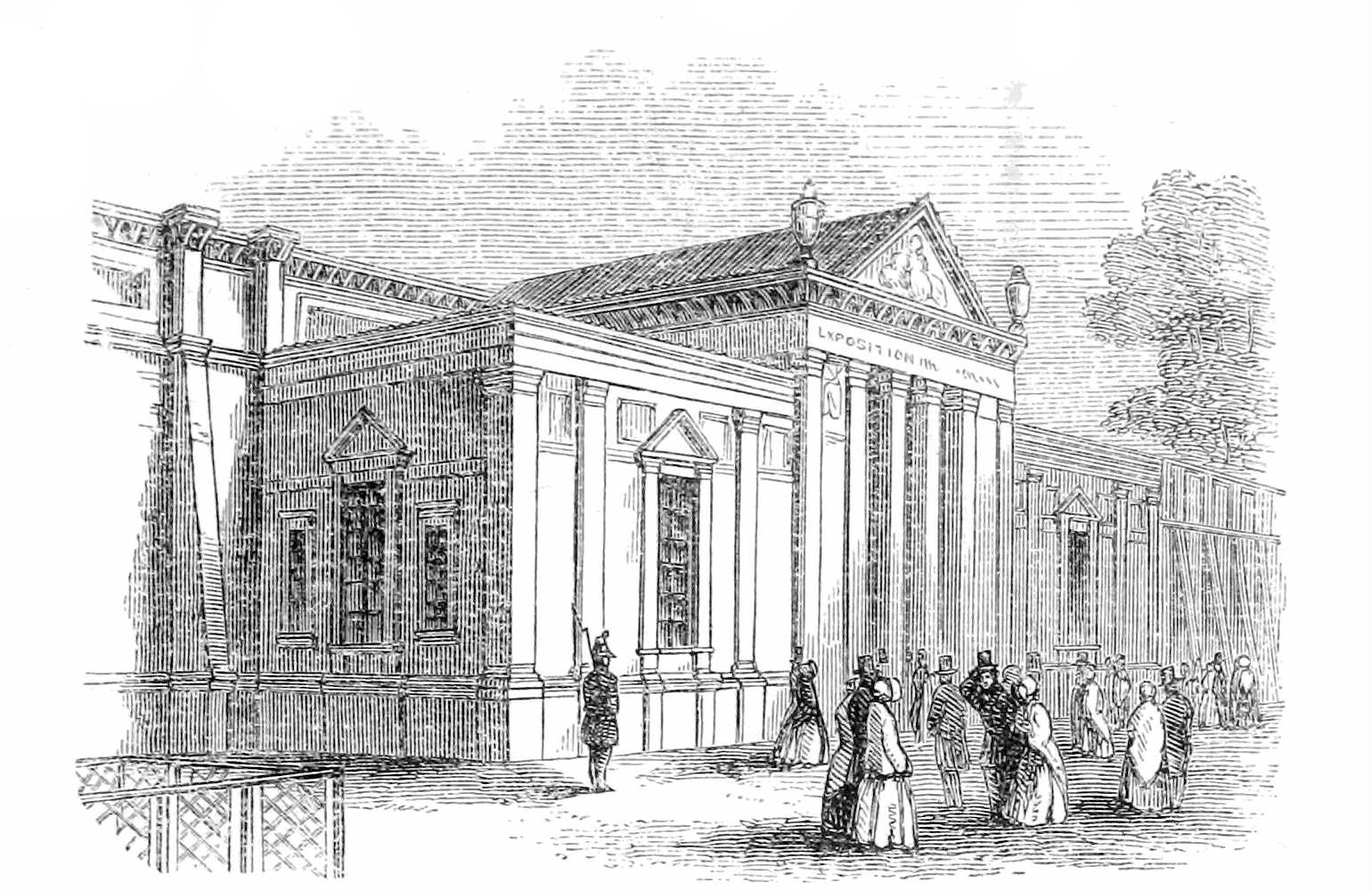
El edificio de la Exposición de 1849

Otras exposiciones europeas pronto le siguieron: Berna y Madrid en 1845; Bruselas con una exposición industrial elaborado en 1847; Burdeos en 1847; San Petersburgo en 1848; y Lisboa en 1849. La exposición regresó a París en 1849, llamada Exposición de la Segunda República o Exposition Nationale des produits de l'industrie agricole et manufacturière, con 5494 expositores y fue sustituido en 1855 por una exposición internacional.